# 马曼瓜皮
马曼瓜皮是巴西帕拉伊巴州的一个市镇。总面积348.745平方公里，总人口41385人，人口密度118.7人/平方公里。